# آندرس آنتونسن
آندرس آنتونسن (دانمارکی: Anders Antonsen؛ زادهٔ ۲۷ آوریل ۱۹۹۷) بدمینتون‌باز اهل دانمارک است. وی از سال ۲۰۱۳ میلادی تاکنون مشغول فعالیت بوده‌است.